# Napoli - Antologia della canzone napoletana
Napoli - Antologia della canzone napoletana è un album del 2003 che raccoglie 40 successi appartenenti al genere della canzone classica napoletana.

## Tracce

### Disco 1
- Anema E Core (Fausto Cigliano)
- Come Facette Mammeta (Nunzio Gallo)
- Chiove (Luciano Tajoli)
- Core 'ngrato (Gabriele Vanorio)
- Core Napulitano (Mario Abbate)
- Dicitencello Vuje (Ernesto Casalini)
- 'e Napule (Mario Abbate)
- Era De Maggio (Tito Schipa)
- Funiculi' Funicula' (Sergio Bruni)
- Guaglione (Aurelio Fierro)
- Guapparia (Bruno Venturini)
- I Te Vurria Vasa' (Mario Abbate)
- Luna Caprese (Mario Abbate)
- Ma Pecche' (Pino Mauro)
- Mandulinata A' Napula (Tito Schipa)
- Malafemmena (Giacomo Rondinella)
- Marechiare (Sergio Bruni)
- Maria Mari' (Giuseppe Di Stefano)
- Munasterio E Santa Chiara (Bruno Venturini)
- Na Sera E Maggio (Giuseppe Di Stefano)

### Disco 2
- Napule E' 'na Canzone (Sergio Bruni)
- O Ciucciarello (Fausto Cigliano)
- O Mare E Mergellina (Mario Merola)
- O Paese D'o Sole (Nunzio Gallo)
- O Sole Mio (Beniamino Gigli)
- O Surdato 'nnamurato (Luciano Tajoli)
- Piscatore E Pusilleco (Bruno Venturini)
- Pusilleco Addiruso (Gabriele Vanorio)
- Reginella (Mario Abbate)
- Santa Lucia (Beniamino Gigli)
- Santa Lucia Luntana (Bruno Venturini)
- Scalinatella (Fausto Cigliano)
- Simmo 'e Napule Paisa' (Fausto Cigliano)
- Surdate (Mario Merola)
- Tarantella Internazionale (Tullio Pane)
- Torna A Surriento (Beniamino Gigli)
- Tu Ca Nun Chiagne (Giuseppe Di Stefano)
- Vierno (Luciano Tajoli)
- Vurria (Nunzio Gallo)